# Arugisa latiorella
Arugisa latiorella là một loài bướm đêm trong họ Erebidae.